# Корецький провулок
Корецький прову́лок — провулок у Деснянському районі міста Києва, селище Биківня. Пролягає від вулиці Радистів до Биківнянської вулиці.

## Історія
Провулок виник у 50-і роки XX століття під назвою 2-га Нова вулиця. 1957 року отримав назву Кантемирівський провулок. 
Сучасна назва честь міста Корець — з 2022 року.